# NGC 121
NGC 121 ist die Bezeichnung für einen Kugelsternhaufen nahe der Kleinen Magellanschen Wolke im Sternbild Tukan. NGC 121 ist im Unterschied zu 47 Tucanae ein Mitglied derselben. Er hat einen Durchmesser von 3′ und eine scheinbare Helligkeit von 11,2 mag. 
Der Kugelsternhaufen ist etwa 200.000 Lichtjahre vom Sonnensystem entfernt und  hat einen Durchmesser von etwa 175 Lichtjahren. Er ist mit einem geschätzten Alter von etwa 11 Milliarden Jahren der älteste Kugelhaufen in der Kleinen Magellanschen Wolke.
NGC 121 wurde am 20. September 1835 von dem britischen Astronomen John Frederick William Herschel entdeckt.